# Bakos László (labdarúgó)
Bakos László (1922–1945) magyar bajnok labdarúgó, fedezet.

## Pályafutása
1943 és 1944 között a Csepel csapatában szerepelt. Tagja volt az 1942–43-as idényben bajnoki címet szerzett együttesnek. Az élvonalban 18 mérkőzésen szerepelt.

## Sikerei, díjai
- Magyar bajnokság
  - bajnok: 1942–43